# Ajahn Sumedho
Treść tego artykułu może nie być zgodna z zasadami neutralnego punktu widzenia.
 Po wyeliminowaniu niedoskonałości należy usunąć szablon [[Szablon:Dopracować|]] z tego artykułu.
Ajahn Sumedho (właśc. Robert Jackman) (ur. 1934 w Seattle) – nauczyciel tajskiej tradycji leśnej oraz buddyzmu therawada na Zachodzie. Tajski termin „ajahn” nie jest imieniem, lecz tytułem oznaczającym „nauczyciela". Jednak równie często jest on nazywany przez studentów czułym "หลวงพ่อ", czyli „czcigodny ojcze". Przez 40 lat swojej działalności urodzony w Ameryce Ajahn Sumedho wyświęcił wielu swych uczniów na bhikkhu (w pełni wyświęconych mnichów), a obecnie jest najprawdopodobniej jednym z najstarszych mistrzów therawady żyjących na Zachodzie.

## Życiorys
W wieku lat 18 rozpoczął zagraniczną służbę medyczną dla Marynarki Wojennej Stanów Zjednoczonych, która miała trwać przez 4 lata, obejmując okres wojny w Korei. Następnie uzyskał bakalaureat (Studia z Dalekiego Wschodu), zaś w roku 1963 tytuł magistra ze studiów, związanych z tematyką południowoazjatycką na Uniwersytecie w Kalifornii, Berkeley. W latach 1964–1966 Ajahn Sumedho służył w Korpusie Pokoju jako nauczyciel angielskiego na wyspie Borneo. Przez kolejny rok był pracownikiem socjalnym Czerwonego Krzyża. W 1966 został wyświęcony na nowicjusza – samanera – w świątyni Wat Sri Saket, w miejscowości Nong Khai (północno-wschodnia Tajlandia), by rok później, w maju, otrzymać pełne święcenia. Całą następną dekadę spędził w Wat Nong Pa Pong, studiując pod okiem Ajahna Chaha. Od tego też czasu, Ajahn Sumedho zaczął być postrzegany jako jeden z czołowych zachodnich uczniów mistrza Chaha. W 1975 roku wspierał swojego nauczyciela przy zakładaniu Międzynarodowego Klasztoru Wat Pa Nanachat (usytuowanego w północno-wschodniej Tajlandii), który stał się miejscem praktyki dla uczniów przybywających spoza granic tego kraju. W 1977, Ajahn Sumedho towarzyszył Ajahnowi Chahowi podczas podróży do Anglii. Tam, obserwując szczere zainteresowanie buddyzmem, Ajahn Chah zachęcił ucznia do pozostania w Anglii i założenia sieci klasztorów na terenie Wielkiej Brytanii.
W ten sposób powstał Cittaviveka Forest Monastery w Zachodnim Sussex i już wkrótce po zainaugurowaniu działalności klasztoru, Ajahn Sumedho uzyskał możność wyświęcania praktykujących tam adeptów na mnichów. W tym samym okresie, opracował 10 zasad wyświęcania kobiet, w tradycyjnej wspólnocie żeńskiej „siladhara". Obecnie Ajahn Sumedho jest opatem w buddyjskim Klasztorze Amaravati, założonym w 1984 roku, niedaleko Hemel Hempstead (Anglia). Klasztor ten jest jednym z rozległej sieci klasztorów i centrów buddyjskich, wywodzących się z Tajlandii, z linii zainicjowanej przez Ajahna Chaha. Ta rozbudowana, międzynarodowa wspólnota monastyczna – obejmująca klasztory w Nowej Zelandii, Australii, Kanadzie, Stanach Zjednoczonych, Europie – powstała właśnie dzięki działalności Ajahna Sumedho.